# Ta' Qali

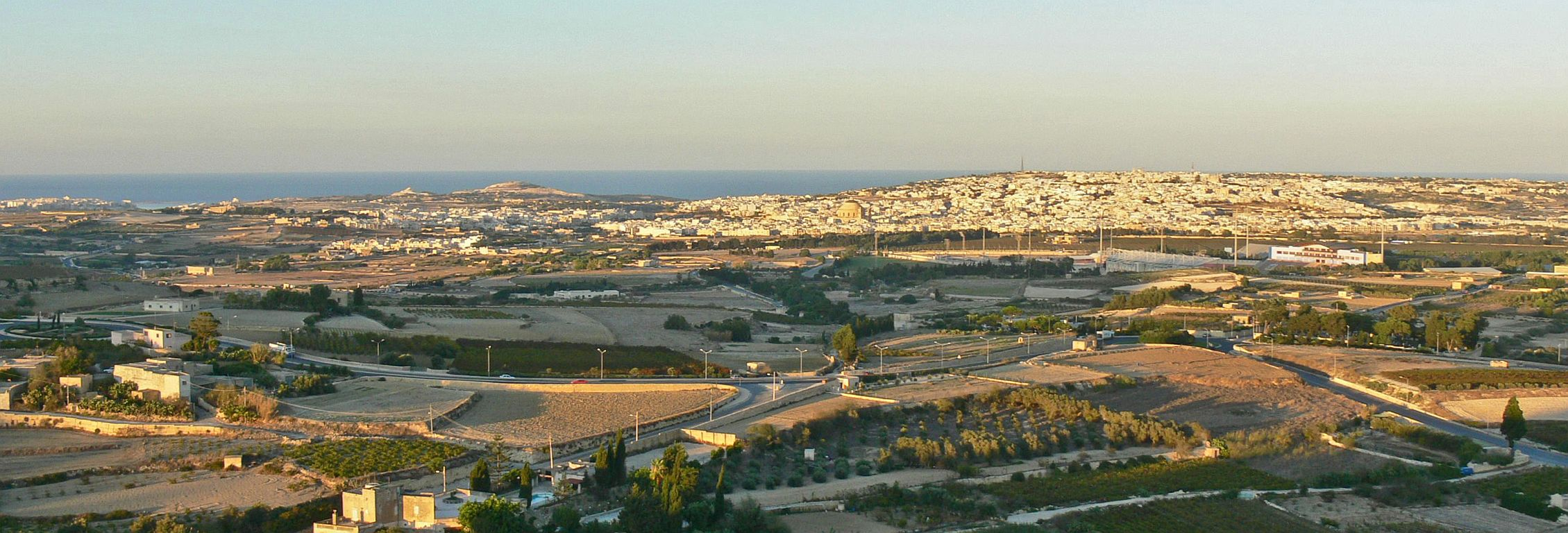
Ta 'Qali visto desde Mdina, Malta.

Ta' Qali es un pueblo de Malta cerca del centro de la isla, el cual alberga el Estadio Nacional, el parque nacional y el Mercado Nacional de Verduras, conocido localmente como Pitkalija.
Tras la Segunda Guerra Mundial se construyó en Ta' Qali un aeródromo militar y una base de la Fuerza Aérea Británica. Durante esta época esta localidad fue utilizada como aeródromo, pero con el tiempo fue transformándose en una área de recreación.
La nueva construcción de la Embajada de Estados Unidos se encuentra frente al parque nacional Ta'Qali. En julio de 2011, la embajada se trasladó a Ta'Qali de Floriana donde estaba durante casi cincuenta años.